# Consejo Legislativo del Estado Anzoátegui
El Consejo Legislativo del Estado Anzoátegui cumple atribuciones deliberantes, legislativas, políticas, contraloras y de planificación en la entidad.
El cuerpo legislativo está integrado por legisladoras y  legisladores (15) electas o electos, que ejercen vocería.
Su elección se realiza cada 4 años, pudiendo ser reelegidos para periodos consecutivos iguales, con la posibilidad de revocar su mandato a la mitad del periodo constitucional.

## Sede
El poder legislativo del estado Anzoátegui tiene su sede en Barcelona, capital de Anzoátegui, específicamente en el Edificio Bicentenario de la Av. Fuerzas Armadas.
El cuerpo colegiado puede sesionar en un lugar diferente o en otra ciudad de la jurisdicción estadal por acuerdo de la mayoría absoluta de sus integrantes o por decisión de la Junta Directiva.

## Junta Directiva

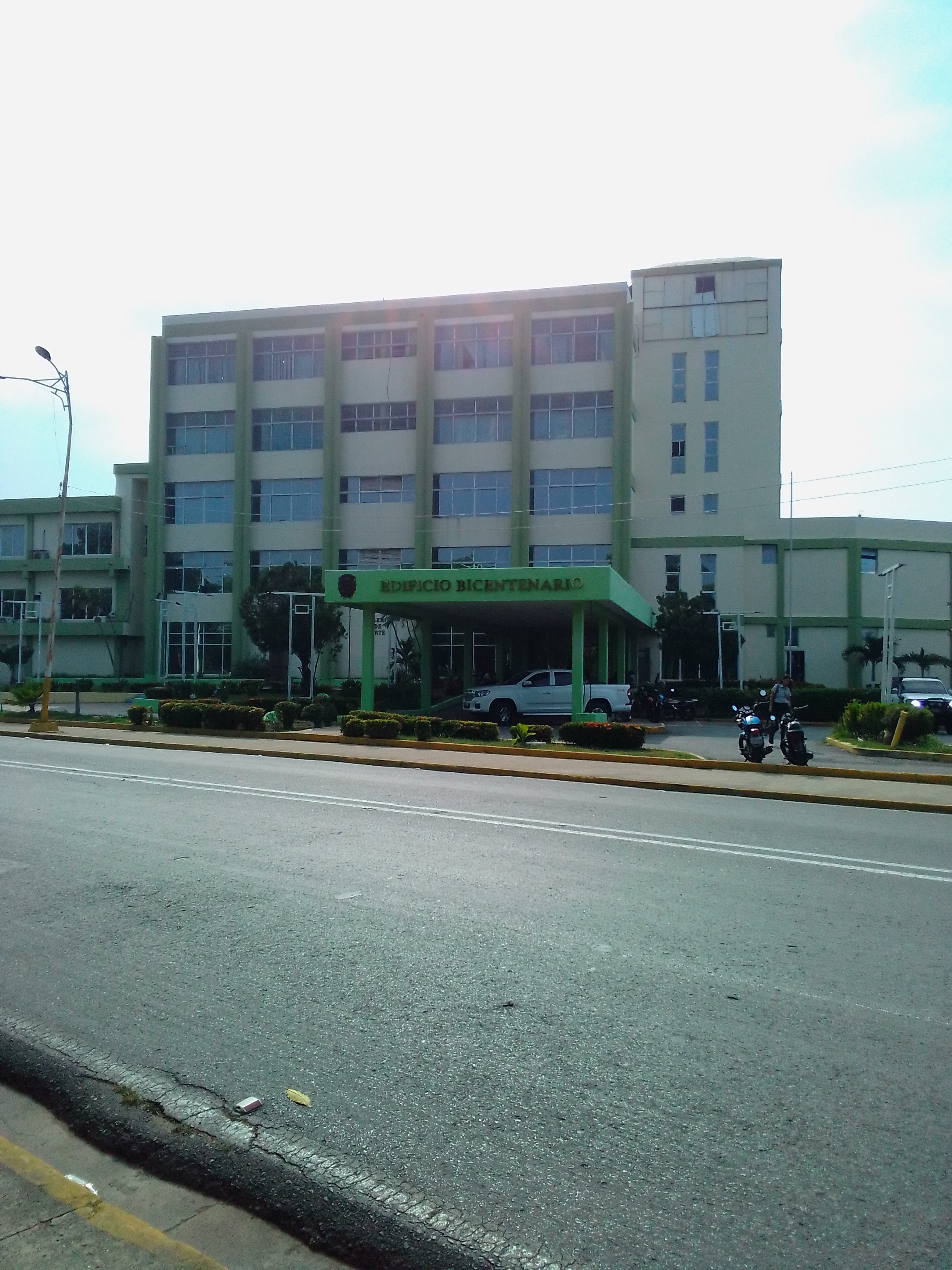
Edificio Bicentenario, sede del Consejo Legislativo del Estado Anzoátegui.

El Consejo Legislativo del Estado Anzoátegui tiene una Junta Directiva integrada por una Presidenta o Presidente y una Vicepresidenta o Vicepresidente, la cual es elegida entre las legisladoras o legisladores presentes al inicio del período constitucional en la sesión de instalación y al inicio de cada periodo anual de sesiones ordinarias, por votación pública e individual. Asimismo, nombrarán fuera de su seno, una Secretaria o Secretario. 

## Funciones
El parlamento regional conforma comisiones permanentes de trabajo que se encargan de analizar los diferentes asuntos que las comunidades plantean, ejerciendo la vigilancia de la administración del Estado, con el auxilio de la Contraloría General del Estado, así como la discusión y aprobación de los presupuestos de la cámara y del poder ejecutivo.
Las funciones de los consejos legislativos regionales de Venezuela se detallan en la Ley Orgánica de los Consejos Legislativos de los Estados publicada en Gaceta Oficial de la República Bolivariana de Venezuela del 13 de septiembre de 2001

## Comisiones Permanentes de Trabajo
El Consejo Legislativo estadal dispondrá de comisiones permanentes de trabajo para el tratamiento, análisis, estudio y resolución de las diversas materias de caracteres políticos y legislativos que la cámara acuerde. Estas comisiones para el cabal cumplimiento de sus funciones o responsabilidades podrán realizar investigaciones, indagaciones y cualquier otra diligencia inherente a la materia encomendada de conformidad con este reglamento.

### Finanzas, Economía, Desarrollo del Estado y Turismo
Esta comisión tiene competencias en todos los asuntos concernientes a las políticas financieras, monetarias, cambiarias, bancos y otros institutos de créditos, seguros, presupuestos, gasto público y materia tributaria. 
En el ámbito del desarrollo del estado Anzoátegui, estudia, legisla, y hace seguimiento en las materias de inversiones, legitimación de capital, exportación, servicios, turismo, pesquero, planificación, zonas económicas especiales, petrolero, petroquímica, gasífera y agroindustrial. 

### Contraloría y Servicios Públicos
Esta comisión tiene competencias para conocer asuntos relacionados con la correcta utilización y aprovechamiento transparente de los recursos del estado, se ocupa también de todo lo relativo a servicios públicos, vialidad, transporte y desarrollo urbano, impulsando con esto la contraloría social como uno de los mecanismos de participación de la ciudadanía y el pueblo en general.

### Política Interior, Derechos Humanos, Justicia y Paz
Conoce de los asuntos relativos al régimen político, organización territorial, funcionamiento e interrelación con las instituciones públicas, relación con las ciudadanas y los ciudadanos, administración de justicia en materia de seguridad ciudadana, la plena vigencia derechos humanos, la paz y el diálogo.

### Educación, Cultura, Juventud, Deporte y Recreación, Religión y Cultos
Esta Comisión conoce de todos los asuntos relacionados con los procesos educativos tanto públicos como privados; promoción, rescate, organización, resguardo del patrimonio histórico y los valores culturales, en todo el territorio del Estado Anzoátegui.

### Salud, Mujeres y Desarrollo Social
Esta comisión conoce de lo que atañe a toda la política del Sistema Nacional de Salud Pública, Seguridad Social del Estado y Salud Privada, así como todo proceso concerniente a ella tales como: salud ambiental, seguridad ocupacional, seguridad industrial, relaciones laborales, políticas de la mujer e igualdad de género, formulación de proyectos de ley referentes al tema del cual trata la comisión que incidan en la salud y el equilibrio biopsicosocial del ser humano como elemento fundamental para el desarrollo de la sociedad y las mujeres e igualdad de género. 

### Desarrollo Comunal, Organización Ciudadana, Participación Ciudadana y Legislación
Esta comisión impulsa los mecanismos que permiten desarrollar la participación ciudadana y promover el papel protagónico que deben tener las ciudadanas y los ciudadanos en el proceso de trasformación del país. 
Estudia los proyectos legislativos que han de ser discutidos en el seno del Consejo Legislativo Estadal, garantizando la participación protagónica de las ciudadanas y los ciudadanos así como las expresiones del poder popular en la elaboración de las leyes y otros instrumentos legislativos. 
Igualmente revisa de maneras periódica las leyes sancionadas con el fin de actualizarlas y atender lo referente a las actividades del desarrollo de los municipios y parroquias en las áreas de planificación, estadísticas y materias conexas que faciliten el proceso de descentralización, desconcentración y la profundización de la democracia participativa. 

### Desarrollo de Pueblos Originarios
Esta comisión conoce, revisa y fomenta todo lo concerniente a las políticas indígenas de cualquiera que sea su índole dentro de los Pueblos y comunidades indígenas asentadas en la jurisdicción del Estado y promoverá una legislación que garantice el pleno desarrollo y la protección de derechos y garantías constitucionales de estos pueblos que permitan continuar saldando la deuda histórica de nuestras comunidades originarias y ancestrales. También conocerá y fomentará todo lo relacionado con la población Afrodescendiente del Estado Anzoátegui.

## Legislaturas previas
El tamaño del legislativo regional del Estado Anzoátegui ha variado a lo largo de las legislaturas. En la I y II legislatura, el Consejo Legislativo se componía de 11 diputados. En la III legislatura pasaron a ser 13 diputados, y desde la IV legislatura son 15 diputados.

### I Legislatura (2000-2004)
En las elecciones de julio de 2000 de los 11 escaños disputados del Consejo Legislativo, el MVR obtuvo mayoría absoluta (6 de 11 legisladores)
| Alianza / Partido Político | Alianza / Partido Político  | Diputados |
| -------------------------- | --------------------------- | --------- |
|                            | Movimiento Quinta República | 6         |
|                            | La Causa Radical.           | 3         |
|                            | Acción Democrática          | 1         |
|                            | Representación Indígena     | 1         |

### II Legislatura (2004-2008)
En las elecciones de octubre de 2004 la alianza oficialista entre el MVR y Podemos (para ese entonces aliado al MVR) consiguió 10 de los 13 escaños de la legislatura (en la elección anterior se escogían solo 11 legisladores, 2 menos)
| Alianza / Partido Político | Alianza / Partido Político  | Diputados |
| -------------------------- | --------------------------- | --------- |
|                            | Movimiento Quinta República | 4         |
|                            | Podemos                     | 5         |
|                            | Acción Democrática          | 2         |
|                            | Representación Indígena     | 1         |

### III Legislatura (2008-2012)
En las elecciones regionales realizadas el 23 de noviembre de 2008 se disputaban 13 escaños, La coalición entre UVE-PSUV y Conive que respaldan al Gobernador Tarek William Saab, alcanzó la mayoría absoluta con 12 de 13 legisladores
| Alianza / Partido Político    | Alianza / Partido Político            | Diputados |
| ----------------------------- | ------------------------------------- | --------- |
| Polo Patriótico               | Polo Patriótico                       | 12        |
|                               | Partido Socialista Unido de Venezuela | 2         |
| UVE                           | Unidad de Vencedores Electorales      | 7         |
|                               | CONIVE                                | 1         |
|                               | Podemos                               | 1         |
|                               | Patria para Todos                     | 1         |
| Mesa de la Unidad Democrática | Mesa de la Unidad Democrática         | 1         |
|                               | Acción Democrática                    | 1         |

### IV Legislatura (2013-2017)
En las elecciones regionales realizadas el 16 de diciembre de 2012 el PSUV logró 12 de los 15 escaños en disputa. 
| Alianza / Partido Político | Alianza / Partido Político               | Diputados |
| -------------------------- | ---------------------------------------- | --------- |
| Polo Patriótico            | Polo Patriótico                          | 15        |
|                            | Partido Socialista Unido de Venezuela    | 12        |
|                            | Independientes por la Comunidad Nacional | 1         |
|                            | CONIVE                                   | 1         |
|                            | Partido Comunista de Venezuela           | 1         |

### V Legislatura (2018-2021)
En las elecciones realizadas el 20 de mayo de 2018 el PSUV logró 14 de los 15 escaños en disputa.
| Alianza / Partido Político    | Alianza / Partido Político            | Diputados |
| ----------------------------- | ------------------------------------- | --------- |
| Gran Polo Patriótico          | Gran Polo Patriótico                  | 14        |
|                               | Partido Socialista Unido de Venezuela | 13        |
|                               | CONIVE                                | 1         |
| Mesa de la Unidad Democrática | Mesa de la Unidad Democrática         | 1         |
|                               | Concertación por el Cambio            | 1         |

### VI Legislatura (2021-2025)
| Alianza / Partido Político         | Alianza / Partido Político            | Diputados |
| ---------------------------------- | ------------------------------------- | --------- |
| Gran Polo Patriótico Simón Bolívar | Gran Polo Patriótico Simón Bolívar    | 11        |
|                                    | Partido Socialista Unido de Venezuela | 10        |
|                                    | CONIVE                                | 1         |
| Mesa de la Unidad Democrática      | Mesa de la Unidad Democrática         | 2         |
|                                    | Unidad                                | 2         |
| Alianza Democrática                | Alianza Democrática                   | 2         |
|                                    | Alianza Democrática                   | 2         |